# (681521) 2005 NV125
(681521) 2005 NV125 est un objet transneptunien en résonance 4:7 avec Neptune avec un diamètre estimé à 200 km.